# Région de Pélagonie
Cet article concerne la région administratvive de Macédoine du Nord. Pour la région historique de la Macédoine géographique, voir Pélagonie.
La Pélagonie (en macédonien : Пелагониски Регион, Pelagoniski Region) est une des huit régions statistiques de la Macédoine du Nord. Elle est située dans le sud-ouest du pays et est frontalière de la Grèce (principalement) et de l'Albanie. Elle porte le nom de la plaine éponyme, une des plus vastes du pays.

## Communes
La Pélagonie regroupe neuf communes :
- Bitola
- Demir Hisar
- Dolneni
- Krivogaštani
- Kruševo
- Mogila
- Novaci
- Prilep
- Resen

## Démographie

### Population
Selon le recensement de 2021, la Pélagonie compte 210 431 habitants.
| 1994    | 2002    | 2021    |
| ------- | ------- | ------- |
| 214 709 | 214 709 | 210 431 |